# The Blue Mask
The Blue Mask – jedenasty album Lou Reeda wydany 23 lutego 1982 przez wytwórnię RCA Records. Nagrań dokonano w październiku i listopadzie 1981 w nowojorskim studiu RCA.

## Lista utworów
1. "My House" (L. Reed) – 5:25
2. "Women" (L. Reed) – 4:57
3. "Underneath the Bottle" (L. Reed) – 2:33
4. "The Gun" (L. Reed) – 3:41
5. "The Blue Mask" (L. Reed) – 5:06
6. "Average Guy" (L. Reed) – 3:12
7. "The Heroine" (L. Reed) – 3:06
8. "Waves of Fear" (L. Reed) – 4:11
9. "The Day John Kennedy Died" (L. Reed) – 4:08
10. "Heavenly Arms" (L. Reed) – 4:47

## Skład
- Lou Reed – śpiew, gitara
- Robert Quine – gitara
- Fernando Saunders – gitara basowa, dalszy śpiew
- Doane Perry – perkusja

produkcja
- Lou Reed – producent
- Sean Fullan – producent